# Antonio Nusa
Antonio Nusa (Langhus, 17 de abril de 2005) es un futbolista noruego que juega en la demarcación de delantero para el R. B. Leipzig de la 1. Bundesliga.

## Trayectoria
Tras formarse en las filas inferiores del Langhus IL y del Stabæk Fotball, finalmente subió al primer equipo del club noruego. Disputó un total de once partidos de liga y dos de copa, llegando a anotar tres goles. Tras un año en el primer equipo se marchó traspasado al Club Brujas, con el que debutó en la Copa de Bélgica. En liga hizo su debut el 13 de febrero de 2022 contra el Royal Charleroi Sporting Club, contra el que ganó por 2-0. También debutó por primera vez en competición europea, siendo en la Liga de Campeones de la UEFA, contra el F. C. Porto en la temporada siguiente.
El 13 de agosto de 2024 fue traspasado al R. B. Leipzig.

## Estadísticas

### Clubes
Actualizado al último partido disputado el 17 de mayo de 2025.
| Club                     | Div.          | Temporada     | Liga  | Liga  | Liga   | Copas nacionales | Copas nacionales | Copas nacionales | Copas internacionales | Copas internacionales | Copas internacionales | Total | Total | Total  |
| Club                     | Div.          | Temporada     | Part. | Goles | Asist. | Part.            | Goles            | Asist.           | Part.                 | Goles                 | Asist.                | Part. | Goles | Asist. |
| ------------------------ | ------------- | ------------- | ----- | ----- | ------ | ---------------- | ---------------- | ---------------- | --------------------- | --------------------- | --------------------- | ----- | ----- | ------ |
| Stabæk Fotball · Noruega | 1.ª           | 2021          | 11    | 3     | 0      | 2                | 0                | 0                | —                     | —                     | —                     | 13    | 3     | 0      |
| Stabæk Fotball · Noruega | Total club    | Total club    | 11    | 3     | 0      | 2                | 0                | 0                | 0                     | 0                     | 0                     | 13    | 3     | 0      |
| Club Brujas · Bélgica    | 1.ª           | 2021-22       | 3     | 1     | 0      | 1                | 0                | 0                | —                     | —                     | —                     | 4     | 1     | 0      |
| Club Brujas · Bélgica    | 1.ª           | 2022-23       | 26    | 1     | 1      | 2                | 0                | 0                | 4                     | 1                     | 0                     | 32    | 2     | 1      |
| Club NXT · Bélgica       | 2.ª           | 2022-23       | 2     | 0     | 0      | —                | —                | —                | —                     | —                     | —                     | 2     | 0     | 0      |
| Club NXT · Bélgica       | Total club    | Total club    | 2     | 0     | 0      | 0                | 0                | 0                | 0                     | 0                     | 0                     | 2     | 0     | 0      |
| Club Brujas · Bélgica    | 1.ª           | 2023-24       | 30    | 3     | 3      | 3                | 0                | 0                | 13                    | 1                     | 1                     | 46    | 4     | 4      |
| Club Brujas · Bélgica    | 1.ª           | 2024-25       | 3     | 0     | 1      | 1                | 0                | 0                | —                     | —                     | —                     | 4     | 0     | 1      |
| Club Brujas · Bélgica    | Total club    | Total club    | 62    | 5     | 5      | 7                | 0                | 0                | 17                    | 2                     | 1                     | 86    | 7     | 6      |
| R. B. Leipzig · Alemania | 1.ª           | 2024-25       | 25    | 3     | 3      | 3                | 2                | 3                | 8                     | 0                     | 0                     | 36    | 5     | 6      |
| R. B. Leipzig · Alemania | Total club    | Total club    | 25    | 3     | 3      | 3                | 2                | 3                | 8                     | 0                     | 0                     | 36    | 5     | 6      |
| Total carrera            | Total carrera | Total carrera | 100   | 11    | 8      | 12               | 2                | 3                | 25                    | 2                     | 1                     | 137   | 15    | 12     |

## Palmarés

### Títulos nacionales
| Título                      | Club        | País    | Año  |
| --------------------------- | ----------- | ------- | ---- |
| Primera División de Bélgica | Club Brujas | Bélgica | 2024 |